# 欧陽詹
欧陽 詹（歐陽 詹、おうよう せん、生没年不詳）は、中国・唐の文人・学者。字は行周。本貫は泉州晋江県。

## 経歴
その祖先は代々泉州の州佐や県令をつとめた。建中元年（780年）、常袞が福建観察使となると、欧陽詹は羅山甫とともに見出された。貞元8年（792年）、進士に及第し、韓愈・李観・李絳・崔群・王涯・馮宿・庾承宣らとともに「龍虎榜」と称された。福建の人で進士に及第したのは、欧陽詹が最初であった。
国子監四門助教となり、韓愈を推薦して四門博士とするよう運動した。40数歳で死去した。死後に『欧陽行周文集』10巻が編まれた。

## 詩人としての彼
作品に、『題延平剣潭（延平の剣潭に題す）』（七言絶句）がある。
| 題延平剣潭     |                                                                          |
| 想像精霊欲見難 | 精霊を想像し 見んと欲すれども難し                                        |
| 通津一去水漫漫 | 通津（つうしん） 一（ひと）たび去って水漫漫（まんまん）たり              |
| 空余昔日凌霜色 | 空しく余す 昔日 霜を凌（しの）ぐ色                                       |
| 長與澄潭生昼寒 | 長（とこし）えに澄潭（ちょうたん）と与（とも）に昼寒（ちゅうかん）を生ず |

## 伝記資料
- 『新唐書』巻203 列伝第128 文芸下